# Ранджелович, Сава
Сава Ранджелович (серб. Сава Ранђеловић; род. 17 июля 1993, Ниш) — сербский ватерполист, игрок клуба «Вашаш» и сборной Сербии. Трёхкратный чемпион Олимпийских игр 2016, 2020 и 2024 годов, чемпион мира 2015 года, трёхкратный чемпион Европы (2014, 2016 и 2018 годов) чемпион Средиземноморских игр 2018 года.

## Карьера
На клубном уровне Сава Ранджелович сначала играл за ВК «Ниш», а с 2011 по 2015 год — в «Црвене звезде». С 2015 по 2017 годы играл за итальянский ВК «Брешиа». После трёх лет работы в ВК «Будапешт», в 2020 году Сава стал игроком венгерского «Вашаша».
С 2014 года играет в сборной страны.
В 2014 году впервые в карьере стал чемпионом Европы. В 2015 году в Казани на чемпионате мира в составе сборной завоевал золотую медаль, став чемпионом планеты.
Принимал участие в летних Олимпийских играх 2016 года в Бразилии, где вместе с Сербией дошёл до финала и одолев Хорватию завоевал первую золотую олимпийскую медаль. В этом же году стал второй раз в карьере чемпионом Европы, а в 2018 году стал трёхкратным.
В 2021 году принимал участие в летних Олимпийских играх в Токио, где сербы повторили итог четырёхлетней давности и вновь стали олимпийскими чемпионами.
На Олимпийских играх 2024 года в Париже сербы в финале встретились с Хорватией и победили 13-11. Сава Ранджелович стал трёхкратным чемпионом Олимпийских игр.

## Клубные трофеи
- Евролига 2012/13 — Чемпион с «Црвеной звездой»;
- Суперкубок Европы 2013 — Победитель с «Црвеной звездой»;
- Чемпионат Сербии 2012/13, 2013/14. — Чемпион с «Црвеной звездой»;
- Кубок Сербии 2012/13, 2013/14 — Победитель с «Црвеной звездой».